# Timidina
La timidina és un nucleòsid format quan la base nitrogenada timina s'enllaça amb un anell de desoxirribosa mitjançant un enllaç glucòsid β-N1.

## Estructura i propietats
En la seva composició, la timidina consisteix en un anell de desoxirribosa (una pentosa) unit a la base pirimidínica timina.
La timidina pot ser fosforilada per un, dos o tres grups fosfat, obtenint-se respectivament TMP, TDP o TTP (timidí monofosfat, difosfat o trifosfat).
Existeix en forma sòlida en forma de petits cristalls blancs o blanc cristal·lins. El seu pes molecular és de 242.229 u, i presenta un punt de fusió de 185 °C .L'estabilitat de la timidina en condicions estàndard de pressió i temperatura és molt alta.
La timidina està present en tots els organismes vius, així com en virus d'ADN. L'ARN no té timidina, sinó que presenta en el seu lloc el nucleòsid uridina.